# Blagoje Marjanović
Blagoje "Moša" Marjanović (9 de setembre de 1907 - 1 d'octubre de 1984) fou un futbolista serbi, posteriorment entrenador.
Jugà amb la selecció iugoslava, amb la qual disputà la Copa del Món de futbol de 1930 i on marcà un gol. A la seva tornada del Mundial, juntament amb Aleksandar Tirnanić, esdevingué el primer futbolista del país en rebre salari per practicar futbol. Jugà a clubs com SK Jugoslavija o BSK Beograd.
Entrenà a l'OFK Belgrad, l'AC Torino i el Calcio Catania, aquests dos a Itàlia.